# Amphiascus pallidus
Amphiascus pallidus is een eenoogkreeftjessoort uit de familie van de Miraciidae. De wetenschappelijke naam van de soort werd in 1906 voor het eerst geldig gepubliceerd door Georg Ossian Sars.